# 市谷柳町
市谷柳町（日语：／ Ichigaya-yanagichō */?）是東京都新宿區的町名。未實施住居表示。郵遞區號為162-0061。2013年8月1日為止的人口有1,225人。

## 地理
位於新宿區東部。北接辯天町，東臨市谷山伏町、市谷甲良町，南連市谷藥王寺町，西通原町。町域內有南北向的外苑東通、東西向的大久保通，兩者在市谷柳町交差點交會。兩條道路旁商店公寓林立，其他地方為住宅區。毎年7月與相鄰的市谷藥王寺町共同舉辦祭典。

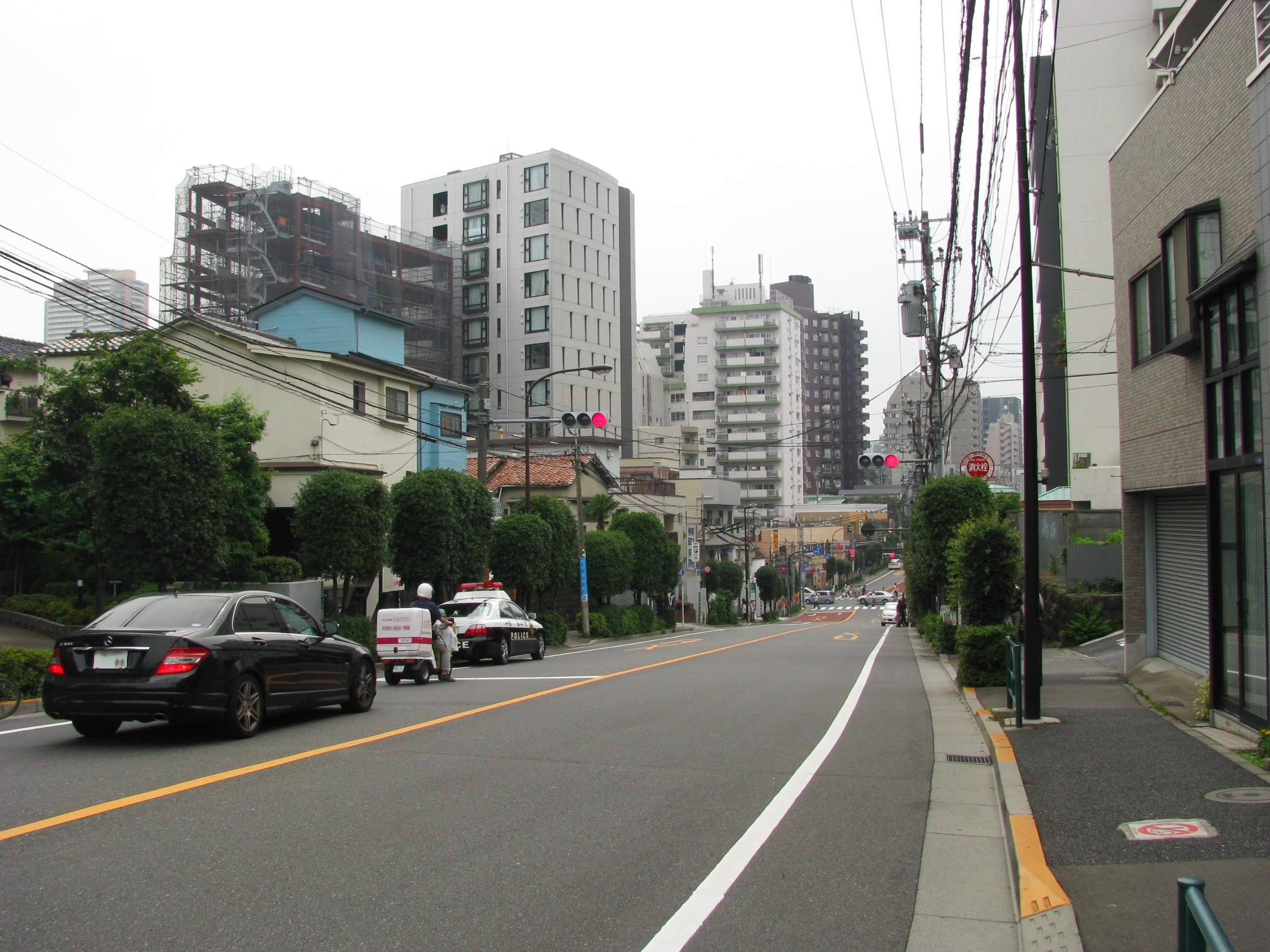
市谷柳町交差點前限制車輛停止的交通號誌燈（2011年6月19日）

此地本來是窪地地形，考慮到汽車廢氣的滯留造成空氣汚染等影響，大久保通上的市谷柳町交差點設有限制車輛停止的交通號誌燈。
市谷柳町交差點附近有都營大江戶線牛込柳町站，此地巴士也十分便利。牛込柳町站名稱是代表東京市牛込區市谷柳町。這是因為明治、大正期間，要與都電停留所的小石川區柳町（小石川柳町）作出區別。

## 歷史
明曆大火以後，受災戶來此定居而成立，當時是代官管轄。1713年（正德3年），由町奉行管轄。
此地為窪地，柳樹眾多。區內多為町人地，寺町、蠟燭批發商也不少。
明治時期，御旗同心屋敷、川田窪、武家地合併成立市谷柳町。1878年（明治11年）舊甲良町1番地編入。
1895年（明治28年）至1912年（明治45年），因闢建外苑東通與大久保通，部分番地廢除。
1969年（昭和44年），市谷柳町的空氣汚染嚴重，爆發牛込柳町鉛中毒事件。

### 地名的由來
傳聞是因為這一帶柳樹眾多而得名，但詳細情形未知。

## 設施
- 宗圓寺
- 試衛館遺跡

## 備註
1. ↑  『角川日本地名大辞典 13　東京都』、角川書店、1991年再版、P872
2. ↑  .   [2013-08-09]. （原始内容存档于2014-08-19）.
3. ↑  近藤富枝・小林信彦『対談・地名が消えて、町が変わった。』「東京人 2005年5月号」所収、都市出版、2005年、P22。

## 外部連結
- 新宿區役所 （页面存档备份，存于）
- 國立環境研究所 上原 清著、『都市的風與大氣汚染』 （页面存档备份，存于）
- 過去汽車公害的象徴市谷柳町 （页面存档备份，存于）